# Cel·la 61
Cel·la 61 (abreujat com a C61) és un programa de televisió basat en entrevistes entre Josep Rull i diversos interns companys seus de la seva estada a la presó. El programa s'estrenà el 10 de maig de 2022 i fou emès per 8tv. Al llarg de les entrevistes l'exconseller conversà dins l'antiga presó Model de Barcelona, amb companys que durant el temps que va passar en captiveri van ser part de la seva vida.